# 山中荘一
山中 荘一（やまなか そういち）は日本の男性声優。主にアダルトゲームに声をあてている。

## 出演作品
※太字は主役、メインキャラクター

### ゲーム

#### 2004年
- くれいどるそんぐ 〜昨日に奏でる明日の唄〜（リシア・ゼウ・ジュピス）

#### 2005年
- 夜明け前より瑠璃色な（ライオネス国王）
- 群青の空を越えて（岸田徳治[1]）

#### 2006年
- ef - the first tale.（大村義彦）

#### 2007年
- カタハネ（レイン・ヘルマー）

#### 2008年
- 私は私のまま、誰にでも変われる
- オタキバ! Vol.1（兎木幹隆也）
- マブラヴ オルタネイティブ Chronicles（帝国軍訓練校教官）
- オタキバ! R's（兎木幹隆也）

#### 2009年
- 輝光翼戦記 天空のユミナ（イゼル＝ゼーレルム[2]）

#### 2011年
- 極道の花嫁（クリスタル少年）
- らぶ2Quad（関ケ原・ローエングラム・奉先[3]）
- Vermilion-Bind of Blood-（ヴィクトル・シュヴァンクマイエル・クラウス[4]）
- 失われた未来を求めて（本城作之進[5]）

### ドラマCD

#### 2007年
- ef - a fairy tale of the two. ドラマCD vol.4「ミズキの時代劇」（大村義彦）
- ef - a fairy tale of the two. ドラマCD SP1「新堂凪への手紙」（大村義彦）